# Future and Emerging Technologies
Future and Emerging Technologies — ініціатива Європейської комісії, що має на меті фінансування проривних, високоризикових науково-технологічних проектів з високим впливом. Для включення відібрані проекти Graphene Flagship, Human Brain Project, Blue Brain Project та Quantum Technology Flagship. .
Інші великі проекти, запропоновані в рамках конкурсу «Майбутнє та нові технології», включають Living Earth Simulator Project. Провідні європейські технології майбутнього та новітні технології фінансуються через Horizon 2020. У серпні 2018 року Європейська комісія виділяє 3,5 мільйона доларів на зазначені проекти.